# Krešimir Krizmanić
Krešimir Krizmanić, né le 3 juillet 2000 à Zagreb en Croatie, est un footballeur croate qui évolue au poste de défenseur central au HNK Gorica.

## Biographie

### Carrière en club
Né à Zagreb en Croatie, Krešimir Krizmanić est notamment formé par le HNK Gorica. Le club évolue en deuxième division de Croatie lorsqu'il joue son premier match en professionnel, le 20 mai 2018, face à l'équipe B du Dinamo Zagreb (défaite (1-0). À l'issue de cette saison 2017-2018, le HNK Gorica est sacré champion de deuxième division et accède ainsi à l'élite du football croate.
Il joue son premier match de première division le 26 mai 2019 face au NK Lokomotiva Zagreb. Il entre en jeu à la place de Kristijan Lovrić lors de cette rencontre remportée par son équipe sur le score de trois buts à deux.
En mars 2021 Krizmanić intéresse l'AS Saint-Étienne tout comme des clubs allemands en vue du mercato estival, mais le président du HNK Gorica, Nenad Črnko, affirme que le joueur n'est pas à vendre avant l'été 2022 et que le prix sera supérieur à 2 millions d'euros, somme que le club français semblait prêt à débourser.

### En sélection nationale
Krešimir Krizmanić joue son premier match avec l'équipe de Croatie espoirs lors de la large victoire de son équipe face à Saint-Marin, le 8 octobre 2020 (10-0 score final). Il est ensuite retenu avec cette sélection pour disputer le championnat d'Europe espoirs en 2021.